# Battaglie di Agordat
Il nome di Agordat è famoso in Italia per alcuni scontri armati durante le campagne per la conquista dell'Eritrea:
- prima battaglia di Agordat (27 giugno 1890);
- seconda battaglia di Agordat (21 dicembre 1893);

## Italiani contro dervisci
Agordat si trova nell'estremo lembo del territorio che era stato assegnato all'influenza italiana. La prima e la seconda battaglia di Agordat sono da inquadrarsi in quel periodo storico che vide i Dervisci, ormai padroni di tutto il confinante Sudan, cercare di estendere le loro conquiste sia verso nord, l'Egitto, sia verso sud, l'Abissinia. I dervisci (dal persiano dervisch nel significato di "questuante di Dio") erano di fatto un vero e proprio ordine guerriero ascetico islamico, il cui capo era un Mahdi (dall'arabo, "Illuminato da Dio"), per questo chiamati anche mahdisti.
Il loro fanatismo ne faceva dei guerrieri temibilissimi, dotati peraltro di una buona organizzazione militare. Quest'ultima si fondava sui geadié, cioè i soldati neri, che erano per lo più della tribù Scilluk e del Sennar, generalmente forniti di fucile Remington, e sui lancieri a cavallo, armati di scimitarra, di una lunga lancia e di tre o quattro più corte da getto tipo giavellotto. I lancieri in massima parte erano arruolati tra gli arabi Taaisci e Habbanieh della tribù Baggara. Anche la catena di comando era funzionale. Per ogni venti guerrieri vi era un magdum, una sorta di sottufficiale, e per ogni cento un emiro, che aveva per insegna uno stendardo, la raya. Quest'ultima poteva essere di differente colore per ogni emiro, ma doveva portare immancabilmente un versetto del Corano e l'iscrizione "Mohamed el Mahdi è il profeto di Dio". Più emiri venivano comandati da un emir el umara, cioè emiro degli emiri.
Questa organizzazione militare dei dervisci aveva permesso di sbaragliare, uno dietro l'altro, gli eserciti anglo-egiziani inviati contro di essi, e di prendere Khartum nonostante la disperata difesa del generale inglese Charles George Gordon, caduto poi nella battaglia. Successivamente, il 10 marzo 1889, a Metemma i dervisci, guidati dall'emiro degli emiri Zaki Tamal, sterminavano l'armata abissina di 100.000 uomini ed uccidevano lo stesso Negus Johannes, la cui testa mozzata fu innalzata, quale trofeo, su una picca derviscia.
Una prima scorreria derviscia era stata bloccata dalle truppe italiane, con uno scontro a fuoco ad Agordat il 27 giugno 1890. Gli italiani rafforzarono le difese della cittadina, collocandovi un presidio e costruendovi un forte.
Dopo due anni, però una nuova scorreria di un migliaio di Dervisci, provenienti da Cassala minacciarono nuovamente Agordat, ma furono battuti in località Serabati dalle truppe comandate dal capitano Stefano Hidalgo in un combattimento che portò nelle file dervisce 150 morti.
Il 21 dicembre 1893 circa 10.000 dervisci tornarono a farsi minacciosi, ma furono affrontati dal colonnello Giuseppe Arimondi, vice governatore reggente della colonia, per l'assenza del governatore Baratieri. I dervisci persero circa 1.000 uomini, mentre gli italiani ne persero poco più di 200.
La vittoria spinse Baratieri ad estendere l'occupazione a Cassala, che era fuori della zona assegnata all'Italia, ma contribuì a peggiorare i rapporti con l'Abissinia.
In Italia la vittoria fu salutata con molta gioia e il suo ricordo rimase molto impresso. Ad Agordat fu dedicata una intera classe di incrociatori.
Dal 12 gennaio al 9 febbraio 1897 Agordat servì da base per le truppe del generale Viganò che affrontarono nuovamente i dervisci nelle battaglie di Sciaglèt e Gúlsa.